# Mossyrock (Washington)
Mossyrock es una ciudad ubicada en el condado de Lewis en el estado estadounidense de Washington. En el año 2000 tenía una población de 486 habitantes y una densidad poblacional de 429,6 personas por km².

## Geografía
Mossyrock se encuentra ubicada en las coordenadas 46°31′47″N 122°29′3″O / 46.52972, -122.48417.

## Demografía
Según la Oficina del Censo en 2000 los ingresos medios por hogar en la localidad eran de $29.750, y los ingresos medios por familia eran $33.542. Los hombres tenían unos ingresos medios de $30.938 frente a los $16.250 para las mujeres. La renta per cápita para la localidad era de $12.216. Alrededor del 19,5% de la población estaban por debajo del umbral de pobreza.